# TVXQ
TVXQ, zkratka pro Tong Vfang Xien Qi (tradiční čínské znaky: 東方神起), je jihokorejská popová skupina založená v roce 2003 pod SM Entertainment. V Jižní Koreji jsou známí jako Dong Bang Shin Ki (čti dong bang šin ki) (korejsky: 동방신기), velmi často jsou však mezinárodními fanoušky nazýváni také jako DBSK; v Japonsku pak jako Tohoshinki (čti Tóhóšinki) (japonsky: 東方神起). Doslovný překlad názvu jejich kapely je "Vycházející bozi východu".

## Průřez kariérou
Skupina debutovala v roce 2003 jako pětičlenná skládající se z leadera skupiny U-Know Yunho (korejsky: 유노윤호, japonsky: ユンホ) a členů: Max Changmin (korejsky: 최강창민, japonsky:チャンミン), Hero Jaejoong (korejsky: 영웅재중, japonsky: ジェジュン), Micky Yoochun (korejsky: 믹키유천, japonsky: ユチョン) a Xiah Junsu (korejsky: 시아준수, japonsky: ジュンス). V červenci roku 2009 však podali členové Hero, Micky a Xiah žalobu na svoji agenturu SM Entertainment. Z toho důvodu došlo k pozastavení všech veřejných aktivit a vystoupení TVXQ v daném roce. Po pauze, která trvala 2 roky a 3 měsíce, se TVXQ vrátili jako duo, skládající se z Yunha a Changmina.
| Současní členové (2003–)         |               |             |                |
| Umělecké jméno                   | Rodné jméno   | Rodné jméno | Datum narození |
| Umělecké jméno                   | Latinka       | Hangul      | Datum narození |
| U-Know                           | Jung Yunho    | 정윤호      | 6.2.1986       |
| Max 최강창민 (Choikang Changmin) | Shim Changmin | 심창민      | 18.2.1988      |

| Bývalí členové (2003–2009)         | Bývalí členové (2003–2009) | Bývalí členové (2003–2009) | Bývalí členové (2003–2009) | Bývalí členové (2003–2009) |
| Umělecké jméno                     | Rodné jméno                | Rodné jméno                | Datum narození             |                            |
| Umělecké jméno                     | Latinka                    | Hangul                     | Datum narození             |                            |
| ---------------------------------- | -------------------------- | -------------------------- | -------------------------- | -------------------------- |
| Hero 영웅재중 (Yongwoong Jaejoong) | Kim Jaejoong               | 김재중                     | 26.1.1986                  |                            |
| Micky                              | Park Yoochun               | 박유천                     | 4.6.1986                   |                            |
| Xiah 시아준수 (Shia Junsu)         | Kim Junsu                  | 김준수                     | 15.12.1986                 |                            |

TVXQ patří mezi nejúspěšnější asijské interprety a bývají označováni jako "Asijské hvězdy" nebo jako "Králové Hallyu vlny" za jejich obrovský úspěch a přínos korejskému popu. Od svého debutu vydali TVXQ celkem 5 korejských alb, 5 japonských alb, přes 20 korejských singlů a přes 30 japonských singlů. Dle Gaon Chart prodali TVXQ přes 9,1 miliónů kopií během své kariéry a to pouze v Koreji a Japonsku, bez připočtení prodaných nosičů v ostatních asijských zemí. Díky albu Best Selection 2010 několikrát překonaly rekord jako první zahraniční mužská kapela, která dosáhla prodeje více než 700 000 nosičů v Japonsku.
TVXQ se dostali na přední příčku týdenní singlové hitparády Oricon a to celkem devětkrát se singlem "Keep Your Head Down" ze stejnojmenného alba, které vyšlo v Japonsku, čímž rozšířili svůj rekord i na pole nejprodávanější singly zahraniční skupiny. Bylo to již podruhé od roku 1968, kdy se stalo, že zahraniční skupina prodala více než 200 000 kopií během prvního týdne. Poprvé se toto událo v roce 2009, když TVXQ prodali 256 000 kopií nahrávky "Break Out!".
Když se v roce 2011 TVXQ vrátili jako duo, vydali korejské album "Keep Your Head Down", které získalo první místo v Gaon Chart již dva týdny po svém vydání. Jejich japonské album "TONE" bylo vydáno 28. září 2011 a prodalo se ho celkem 205 000 kopií během prvního týdne a TVXQ tak získali 1. místo v denním, týdenním a měsíčním žebříčku hitparády Oricon. Toto bylo poprvé, kdy TVXQ získali všechny 3 ocenění v hitparádě Oricon. Od jejich comebacku prodali TVXQ už přes 1 milión kopií korejských a japonských alb a singlů.
TVXQ mají dva oficiální fankluby v Koreji a v Japonsku, které se jmenují Cassiopeia a BigEast. V roce 2008 byly zapsány do Guinnessovy knihy rekordů jako největší fankluby na světě.

## Historie

### 2003 - 2005: Debut, Tri-Angle a Rising Sun
Před debutem byly skupině navrženy tři prozatímní názvy: O Jang Yukbu (오장육부 doslova: Pět vnitřností), Jeonseoleul Meokgo Saneun Gorae (전설을 먹고 사는 고래 doslova: Velryba, která pojídá legendy) a Dong Bang Bul Pae (동방불패, korejský název pro Neporazitelný Východ). Rozhodli se nakonec pro Dong Bang Bul Pae; ale název byl později zavrhnut, protože přepis "Hanja" nebyl příliš estetický a název byl tedy změněn na Dong Bang Shin Gi, což bylo dle oznámení navrženo Lee Soo Manem.
TVXQ debutovali 26. prosince 2003 během vystoupení zpěvačky BoA a Britney Spears, kde vystoupili se svým debutovým singlem "Hug" a s a capella úpravou písně "O Holy Night" spolu se zpěvačkou BoA. Skupina vydala svůj debutový singl "Hug" 14. ledna 2004. Ten se dostal až na 4. místo v měsíční hitparádě s celkem 169 532 prodanými kopiemi a stal se tak 14. nejprodávanějším singlem roku. Jejich druhý singl "The Way U Are" (vydaný v červenci 2004) debutoval na 2. místě hitparád a stal se 9. nejprodávanějším singlem roku s celkem 214069 prodaných kopií. TVXQ vydali své debutové album "Tri-Angle" v říjnu 2004. "Tri-Angle" debutovalo na prvním místě hitparád, prodalo se jej 242 580 kopií a bylo 8. nejprodávanější nahrávkou roku.
V dubnu 2005 debutovali TVXQ v Japonsku pod dceřinou nahrávací společností Avex Rythm Zone se singlem "Stay With Me Tonigt". Před svým návratem zpět do Koreje a druhým korejským albem "Rising sun" vydali druhý japonský singl s názvem "Somebody to Love". "Rising Sun" debutovalo na vrcholu hitparád a stalo se tak 4. nejprodávanější nahrávkou roku 2005 s celkem 222 472 prodanými kopiemi. TVXQ zakončili rok dvěma deskami: třetím japonským singlem "My Destiny" a korejským singlem "Show Me Your Love" se skupinou Super Junior, fungující pod stejnou nahrávací společností. Singl ke konci roku debutoval na vrcholu hitparád s celkovým prodejem 49 945 kopií a stal se tak 35. nejprodávanější nahrávkou roku. Na konci roku TVXQ získali cenu za nejlepší hudební klip za klip k písni "Rising Sun" a cenu diváků na Mnet KM Music Video Festivalu 2005.

### 2006 Heart, Mind and Soul a "O"-Jung.Ban.Hap.
TVXQ začali rok 2006 svojí mezinárodní tour pod názvem "Rising Sun: 1st Asia Tour". Vystupovali tak v Jižní Koreji, Číně, Thajsku a Malajsii, čímž se stali prvními korejskými umělci, kteří vůbec kdy koncertovali právě v Malajsii. V březnu 2006 vydali svůj 4. japonský singl "Asu Wa Kuru Kara" (明日は来るから, doslova: Protože zítřek přijde) a poté také debutové japonské album "Heart, Mind and Soul". Album debutovalo v týdenní hitparádě alb Oricon na 25. místě s 9554 prodanými kopiemi. Jejich pátý japonský singl "Rising Sun/Heart, Mind and Soul", který byl vydán o měsíc později, debutoval v hitparádě singlů Oricon na 22. místě. Jako podporu alba uspořádali TVXQ první japonské turné "1st Live Tour 2006: Heart, Mind and Soul" trvající od května do června daného roku. TVXQ potom vydali další dva japonské singly "Begin" a "Sky". Ten debutoval na 6. místě týdenní hitparády Oricon a stal se jejich prvním singlem, který dosáhl do top ten. V létě TVXQ vystupovali na výročním koncertě společnosti Avex s názvem A-Nation.

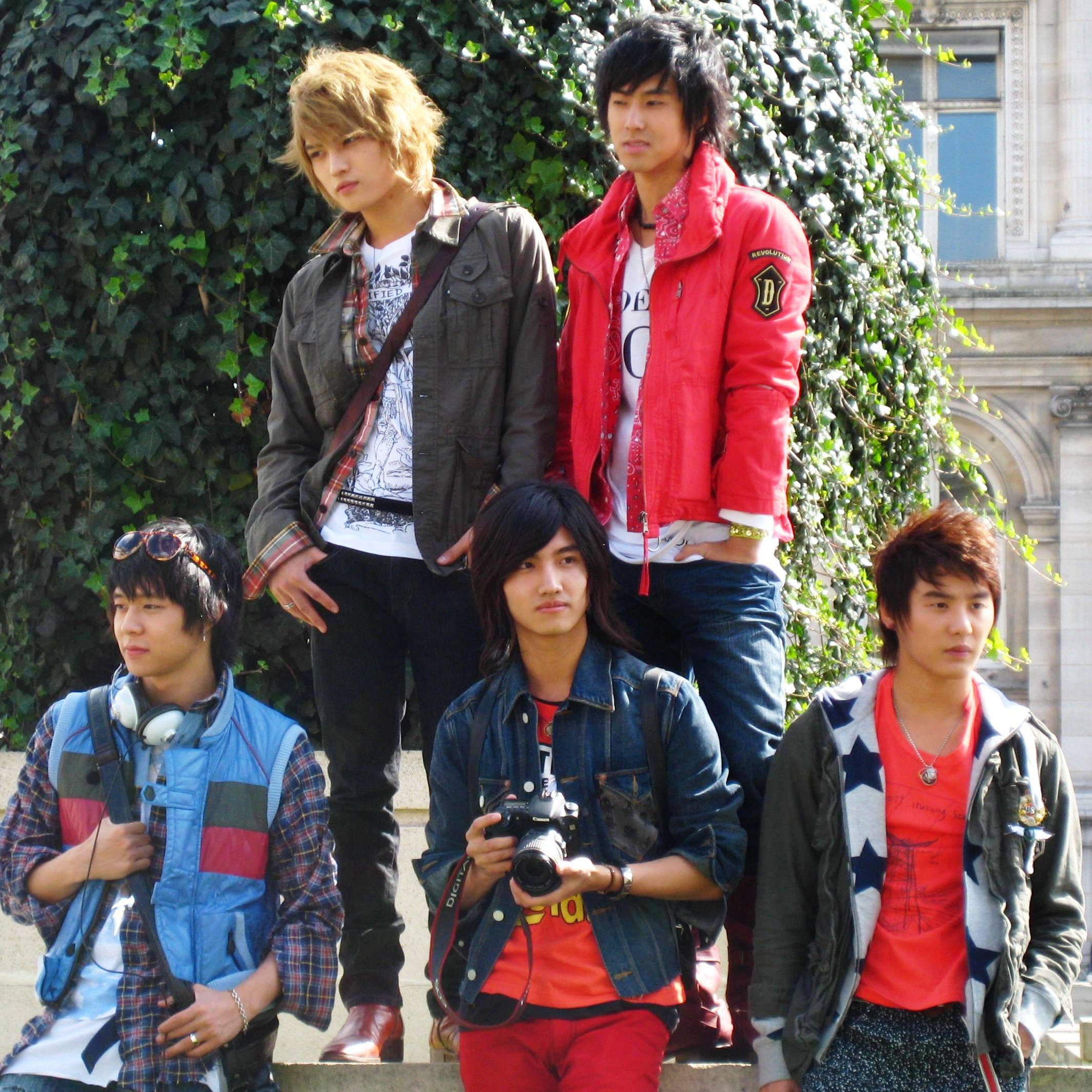
TVXQ 2007, Paříž; Horní řada zleva: Hero Jaejoong, U-know Yunho; spodní řada zleva: Micky Yoochun, Max Changmin, and Xiah Junsu.

Skupina obnovila svou aktivitu v Koreji vydáním třetího alba "O"-Jung.Ban.Hap. ("O"-正.反.合. doslova: "O"-Teze.Antiteze.Synteze) v září 2006. Jako jejich předchozí korejská alba debutovalo "O"-Jung.Ban.Hap. na vrcholu žebříčků s celkem 349 317 prodanými kopiemi a stalo se tak nejprodávanějším albem roku. Dva měsíce po "O"-Jung.Ban.Hap. skupina vydala další japonský singl "Miss You/ "O" Sei-Han-Gō" (miss you/"O"‐正・反・合 doslova: Chybíš mi / "O"-Teze.Antiteze.Synteze), který debutoval v hitparádě na 3. místě a stal se tak prvním singlem, jež dosáhl do první pětky.
Na MKMF Music Festivalu 2006 poté skupina vyhrála celkem 4 kategorie: "Umělec roku", "Nejlepší skupina", "Mnet.com" a "Mnet Plus Mobil cena diváků". Na 16. hudebním festivalu v Soulu vyhráli TVXQ 3 ceny včetně "Daesang" ceny. Skupina vyhrála další "Daesang" cenu na "21. Golden Disk Awards 2006" a také "Bonsang" cenu. Na "SBS Gayo Awards 2006" TVXQ vyhráli další "Daesang" a "Bonsang" cenu.

### 2006: Návštěva České republiky
TVXQ navštívili v srpnu 2006 pro focení obalu alba "O" i Českou republiku. Z návštěvy Prahy a zámku Dobříš vzniklo celé fotoalbum s názvem "Prince in Prague" a několik videí z natáčení a fotografování.

### 2007: Japonské singly a asijské turné "O"
Rok 2007 započali TVXQ novým japonským singlem "Step By Step", po kterém následovalo jejich druhé asijské turné "The 2nd Asia Tour Concert 'O'". Turné se konalo ve městech Soul, Tchaj-pej, Bankok, Kuala Lumpur, Šanghaj a Peking. V březnu skupina vydala svůj 10. japonský singl "Choosey Lover" a jejich druhé japonské album "Five in the Black". Obojí debutovalo v první desítce hitparád, nejprve na 9. a později na 10. místě. V květnu se skupina účastnila "2007 MTV Video Music Awards Japan" a vyhrála cenu "Best Buzz Asia in Korea" za své album "O"-Jung.Ban.Hap. Od června do prosince 2007 skupina vydala celou řadu dalších singlů: "Lovin' You", "Summer: Summer Dream/Song for You/Love in the Ice", "Shine / Ride On", "Forever Love" a "Together". Singl "Summer: Summer Dream/Song for You/Love in the Ice" dosáhl 2. místa v hitparádě Oricon a stal se tak jejich do té doby nejúspěšnějším japonským singlem. TVXQ také spolupracovali se zpěvačkou Kodou Kumi na jejím 38. singlu "Last Angel", který byl použit jako ústřední melodie k japonskému vydání filmu Resident Evil: Extinction.

### 2008 – 2009: Pokračující úspěch v Japonsku a album Mirotic
TVXQ vydali 16. ledna 2008 svůj 16. singl "Purple Line", který debutoval na vrcholu Oricon hitparády a stal se tak prvním singlem, který získal první místo v Japonsku. Skupina se tak stala také první zahraniční mužskou skupinou, která získala se svým singlem první místo v japonské hitparádě. Posléze vydali své 3. japonské album "T", které debutovalo 4. v žebříčku týdenní hitparády Oricon. Nahrávací společnost Rythm Zone oznámila, že od února do března vyjde postupně během šesti týdnů celkem 5 singlů v rámci projektu "Trick", který obsahoval sólové písně členů TVXQ. Skupina vydala v dubnu 2008 22. japonský singl "Beautiful You / Sennen Koi Uta". Singl se stal dalším číslem jedna pro skupinu a TVXQ se stali první mimo-japonskou skupinou, která získala dvě první místa za své singly po 24 letech od vydání setu Ou-Yang Fei Fei. Vrátili se také do Koreje, aby se účastnili "14th Annual Dream Concert" na Olympijském stadiónu v Soulu, který se konal 7. června 2008. 12. června zakončili TVXQ své asijské turné v Pekingu (začalo 23. února 2007 v Soulu). TVXQ se vrátili do Japonska a vydali svůj 23. singl "Dōshite Kimi o Suki ni Natte Shimattandarō?". Singl se dostal na první místo v hitparádě a TVXQ se tak stali prvními zahraničními umělci, kteří získali první místo v hitparádě Oricon celkem 3krát. Vystupovali poté na 20. výročním koncertě společnosti Avex - A-Nation 2008.

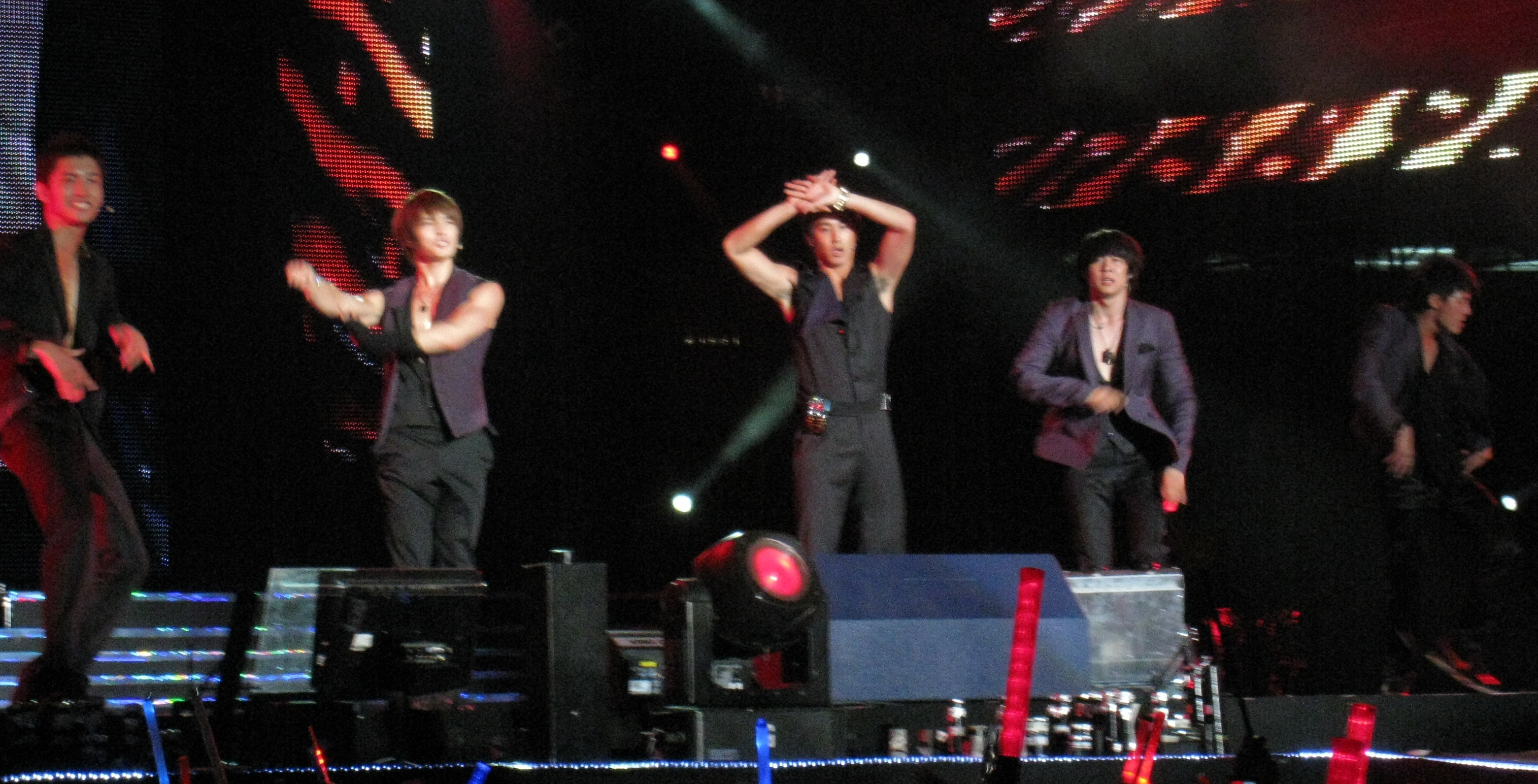
Skupina TVXQ v Bangkoku roku 2009.

4. korejské album skupiny bylo připravováno k vydání ke 24. září, avšak z důvodu velkého počtu předobjednávek bylo album vydáno o dva dny později. Jako jejich předchozí korejská alba i "Mirotic" debutovalo na vrcholu hitparád s 307 974 prodanými kopiemi. Na začátku ledna 2009 čítaly prodeje alba celkem 502 837 kopií; po 6 letech to bylo první album s více než 500 000 prodanými kopiemi. V říjnu vydali TVXQ "Jumon: Mirotic", japonskou verzi titulní písně "Mirotic". Singl získal první příčku v hitparádě Oricon a zlomil rekord, který skupina získala se svým předchozím singlem. TVXQ se o Vánocích účastnili prestižního "Kōhaku Uta Gassen Music Festival" a stali se tak první korejskou skupinou, která se festivalu účastnila. Čest účastnit se Kohaku spočívá v tom, že je striktně na pozvání a pouze nejúspěšnější J-POPoví umělci a zpěváci v něm mohou vystupovat. I nyní je vystoupení na Kohaku jedna z největších událostí zpěvákovy kariéry z důvodu širokého obecenstva, které tuto událost sleduje.
TVXQ poté vydali svůj 25. singl "Bolero / Kiss the Baby Sky / Wasurenaide" v lednu 2009, který se stal dalším hitem číslo jedna v hitparádách. V březnu TVXQ vydali svůj 26. singl "Survivor", který debutoval na 3. místě hitparád a zakončil tak jejich řádku hitů. Po "Survivor" následovalo 4. japonské album "The Secret Code", které debutovalo na 2. místě hitparád. Na podporu alba se TVXQ vydali na 4. koncertní šňůru "Tohoshinki 4th Live Tour 2009: The Secret Code", kterou zakončili v Tokyo Dome a stali se tak první korejskou skupinou, která zde vystupovala. 22. dubna 2009 vydali 27. japonský singl "Share the World / We Are!". Singl debutoval na vrcholu hitparád a rozšířil tak jejich seznam rekordů v Oricon hitparádách. Jejich 28. singl "Stand By U" byl vydán 1. července 2009 a debutoval na 2. místě v hitparádách.
30. září bylo vydáno DVD se záznamem z živého koncertu pod názvem: "4th Live Tour 2009 - The Secret Code - Final in Tokyo Dome". Podle hodnocení hitparády Oricon se DVD prodalo více než 171 000 kopií, jejich největší prodej byl zaznamenán hned první týden po vydání. Během jednoho měsíce se "Secret Code" prodalo více než 300 000 kopií. Bylo to poprvé po 20 letech, kdy mimo-japonští umělci dosáhli něčeho takového (naposled to byli The Beatles). Dle počtu prodaných DVD prolomili TVXQ i svůj osobní rekord 107 000 před-objednaných kopií s nakonec celkovým prodejem 353 000 kopií.

### 2010: Japonské aktivity, soudní spor a pauza
TVXQ začali rok 2010 svým 29. singlem "Break Out!", který byl vydán 27. ledna a získal skupině další rekord dosažením prvního místa v hitparádě Oricon s celkem 256 000 prodanými kopiemi během prvního týdne prodeje. Zároveň také prolomili po 14 letech a 8 měsících rekord Eltona Johna s nejvíce prodanými kopiemi zahraničního umělce. V únoru byla skupina vybrána, aby nazpívala píseň "With All My Heart -君が踊る、夏-" pro japonský film "君が踊る、夏 / Kimi ga Odoru, Natsu", který měl premiéru v září 2010. V březnu 2010 TVXQ vydali nový singl s názvem "Toki Wo Tomete". Japonské album TVXQ "The Best Selection 2010" pak v únoru překonalo 500 000 prodaných kopií a získalo tak platinovou desku, březnu už to přes 700 000 prodaných kopií. Stalo se tak jejich nejprodávanějším albem v Japonsku. S tímto se TVXQ stali prvními zahraničními mužskými umělci, kteří prodali více než 700 000 alb v Japonsku.
3. dubna 2010 oznámila nahrávací společnost Avex pauzu aktivit TVXQ v Japonsku s tím, že se bude koncentrovat na sólovou dráhu jednotlivých členů. Od srpna do září 2010 vystoupili Yunho a Changmin jako TVXQ na "SMTown Live 10 World Tour" v Soulu, Los Angeles a Šanghaji. 23. listopadu 2010 společnost SM Entertainment oznámila, že TVXQ se vrátí zpět jako duo skládající se z U-Know Yunha a Maxe Changmina na začátku roku 2011. 24. listopadu 2010 společnosti Avex Entertainment a SM Entertainment Japan oznámili prohlášení o obnovení smluv s SM umělci včetně TVXQ, kteří pokračovali jako duo pod Avex Trax.

V roce 2010 se také od skupiny oddělili tři její členové, kteří založili novou skupinu JYJ. Jejich debutové japonské EP pod názvem "The..." dosáhlo na první příčku hitparády Oricon. Světový debut s albem "The Beginning" skupina uskutečnila v říjnu toku 2010.

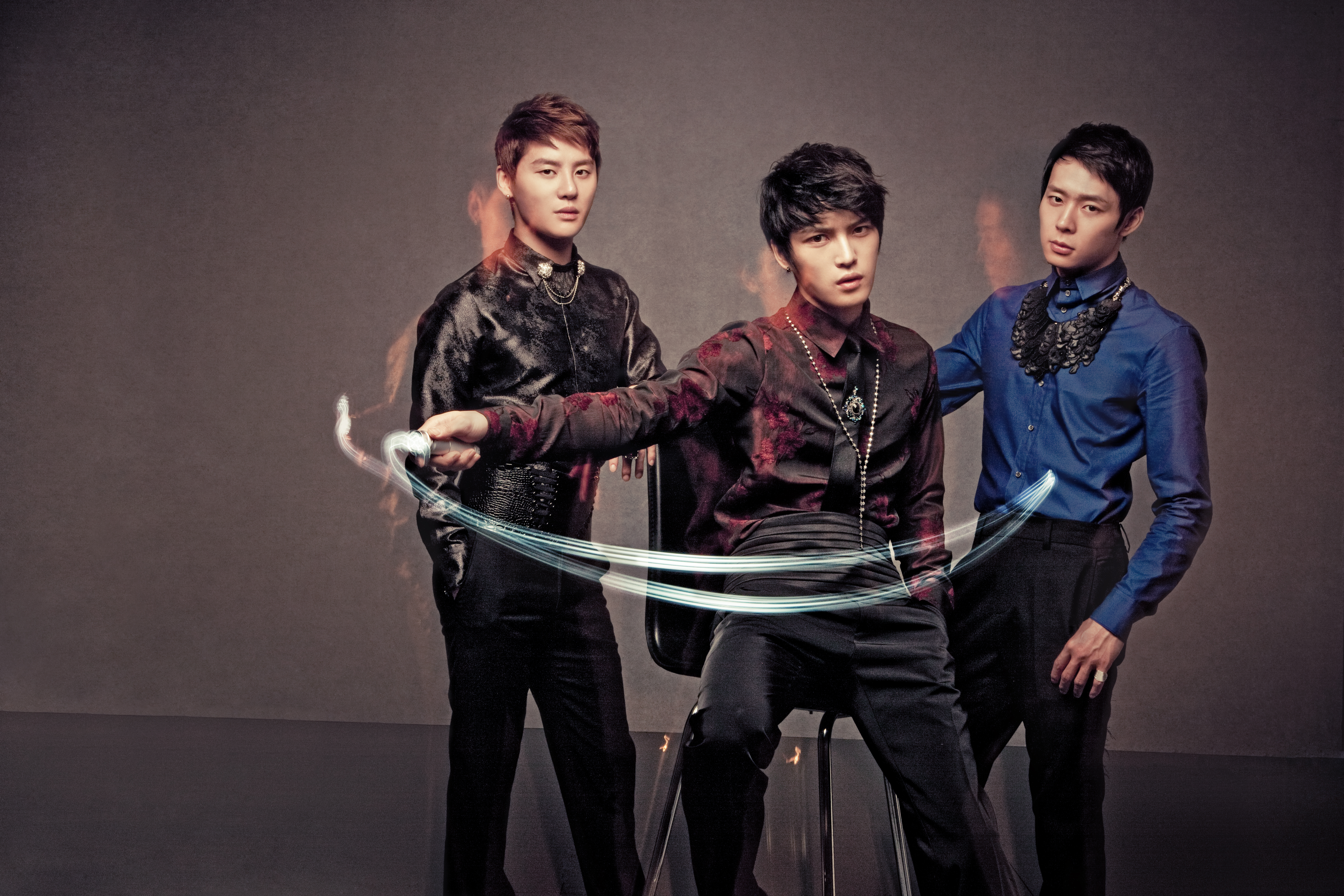
Skupina JYJ (v Japonsku formálně pod názvem Junsu/Jejung/Yuchun) vzniklá ze třech bývalých členů TVXQ.

### 2011: Návrat jako duo, Keep Your Head Down a Tone
5. ledna 2011 vydali TVXQ album "Keep Your Head Down", které získalo první místo v hitparádě Gaon již dva týdny po vydání alba. Dle počtu prodaných kopií bylo album také prohlášeno dle žebříčku Gaon jako nejvíce prodávané album první poloviny roku 2011 s celkem 230 922 prodanými kopiemi. Dále pak re-cover edice alba "Keep Your Head Down" získala 9. místo ve stejném žebříčku s celkem 55 243 prodanými kopiemi; celkový počet prodaných alb byl tedy 286 185. Jejich japonský singl "Why? (Keep Your Head Down)" vydaný společností Avex Trax v Japonsku 26. ledna 2011 prodal během prvního týdne 231 000 kopií a dostal se tak na první místo v hitparádě singlů Oricon (denní, týdenní i měsíční hitparády). 20. července duo vydalo japonský singl "Superstar", kterého se prodalo více než 184 000 kopií, a získalo tak zlatou desku na konci měsíce.
TVXQ vystoupili v Japonsku po své dlouhé dvouleté pauze na "A-Nation 2011". Během živého koncertu v Tokiu se nečekaně stali TVXQ prvními zahraničními umělci, kteří zakončili "A-Nation". Tato pocta dříve patřila zpěvačce Ayumi Hamasaki a to na každém koncertě "A-nation" po posledních 8 let. Od 2. - 4. září 2011 se U-Know Yunho a Max Changmin podíleli na "SMTown Live in Tokyo" v "Tokyo Dome" s ostatními umělci ze stejné nahrávací společnosti. Zpívali písně z minulého působení v TVXQ jako "Rising Sun", "Mirotic", "Superstar", "Keep Your Head Down", ale také novou píseň "B.U.T (BE-AU-TY)".
19. září 2011 po 2,5 pauze byl vydán klip k písni "B.U.T (BE-AU-TY)" na různých internetových stránkách jako příprava na vydání nového japonského alba, které bylo vydáno 28. září pod názvem "TONE". Prodalo se ho přes 105 484 kopií první den jeho vydání a přes 205 000 kopií na konci prvního týdne po vydání. Bylo to první japonské album, které získalo první pozici v týdenní a měsíční hitparádě Oricon. "TONE" získalo platinovou desku během dvou týdnů po vydání a zlomilo tak japonský rekord, prodáním více než 200 000 kopií alb během prvního týdne (11 let tento rekord držela americká skupina Bon Jovi). Dle propočtů "RIAJ" získali TVXQ platinovou desku již 3 den po vydání alba s překonáním více než 250 000 kopií prodaných kopií.
V září 2011 uzavřeli TVXQ "přátelský" kontrakt s francouzskou značkou Lacoste. TVXQ začali pracovat na propagaci na konci roku 2011. 3. října 2011 TVXQ vystoupili na Hallyu Dream Koncertu na stadionu v Gyeongju, kde zpívali písně "Maximum" a "Keep Your Head Down" z jejich nového alba. Koncert byl organizován korejským ministerstvem turismu na propagaci projektu "Visit Korea Year". 9. října 2011 se podíleli TVXQ na "New York - Korea Festivalu", který se konal v New Jersey na počest 20. výročí vstupu Jižní Koreje do Organizace spojených národů. 23. října 2011 jako součást "SMTOWN Live in New York" vystoupili TVXQ v Madison Square Garden. Zpívali: "The Way You Are"/"Mirotic", "Maximum", "Before U Go", "Keep Your Head Down" a zakončili své vystoupení písní "Rising Sun".
29. října 2011 vydali 3. japonské fotoalbum "El Sol", které získalo 1. místo v týdenní knižní hitparádě Oricon s více než 11 160 prodanými kopiemi. Po 5 týdnech od vydání se fotoalba prodalo celkem 35 473 kopií. 12. listopadu 2011 TVXQ byli také závěrečnými hosty JK Entertainment na K-Popovém hudebním festivalu v Sydney v Austrálii, kde vystoupili se svými písněmi z nově vydaného korejského alba "Maximum" - "Before U Go" and "Keep Your Head Down". Jejich nový japonský singl "Winter Rose" byl vydán 30. listopadu 2011 a byl popisován jako perlový baladový song, který se nesmírně hodí pro zimní období. Píseň byla vybrána pro reklamu společnosti "Seven & i Holdings’s" - “Winter Gift – Tohoshinki (Snow Episode)” s TVXQ v hlavní roli, která byla vysílána od 8. listopadu 2011. Byla to celkem 4. reklama, kterou TVXQ v roce 2011 natočili pro "Seven & i Holdings". TVXQ se také podíleli na "2011 Winter SMTown - The Warmest Gift" albu s písní "Sleigh Ride", které bylo vydáno 13. prosince 2011.
TVXQ bylo také potvrzeno na oficiálních stránkách NHK Kouhaku Uta Gasssen v seznamu vystupujících na 62. NHK Kouhaku Uta Gassen (jedna z nejprestižnějších show v Japonsku). Toto bylo celkem 3. účinkováni v Kouhaku pro TVXQ, ale zároveň 1. pro duo.
V roce 2011 TVXQ prodali dohromady korejských alb a japonských singlů více než 1 300 000 kopií.

### 2012: TONE Tour, současnost a Catch Me

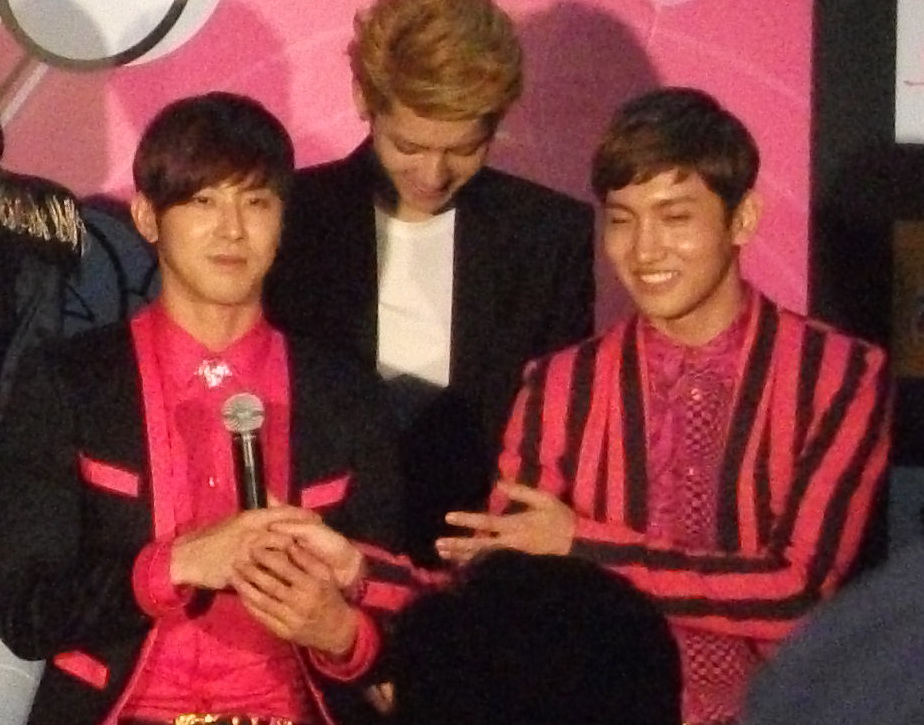
Skupina TVXQ v Bangkoku roku 2012.

Turné k albu "Tone" v lednu roku 2012 se stalo jedním z velkých milníků historie skupiny - lístky na koncerty byly vyprodány během jedné minuty. Jeho popularita vedla skupinu k organizování dalších koncertů až se délka turné vyšplhala na 26 koncertů v 11 městech. Skupina také vydala nový japonský singl "STILL", který opět dosáhl na přední příčku hitparády Oricon s prodejem 138,664 kusů nahrávek, a stal se 26. singlem skupiny, který se dostal do top ten v hitparádě, čímž TVXQ překonaly rekord populární zpěvačky BoA, který byl celých 25 singlů v top ten. TVXQ se také podíleli na ukončovacím ceremoniálu na charitativní akci "18th Annual Dream Concert" na Soul World Cup Stadium, které se účastnilo dalších 20 korejských umělců. V červenci 2012 pak vyšel 34. single skupiny "Android".

## Diskografie
Studiová alba - Korea
- Tri-angle (2004)
- Rising Sun (2005)
- "O"-Jung.Ban.Hap. (2006)
- Mirotic (2008)
- Keep Your Head Down (2011)
- Catch Me (2012)

Mini-Alba/Extended Plays - Korea
- Hug (2004)
- The Way U Are (2004)
- Christmas Gift from Dong Bang Shin Gi (2004)
- 2005 Summer (2004)

Studiová alba - Japonsko
- Heart, Mind and Soul (2006)
- Five in the Black (2007)
- T (2008)
- The Secret Code (2009)
- TONE (2011)

Kompilace- Japonsko
- Best Selection 2010 (2010)

## Koncerty a turné
Asijské turné
- 2006 : The 1st Asia Tour : Rising Sun
- 2007-2008 : The 2nd Asia Tour : O-Jung Ban Hab
- 2009 : The 3rd Asia Tour : Mirotic

Světová turné
- 2012-2013 : TVXQ! Live World Tour Catch Me

Japonská turné
- 2006 : Tohoshinki 1st Live Tour 2006 : Heart, Mind And Soul
- 2007 : Tohoshinki 2nd Live Tour 2007 : Five In The Black
- 2008 : Tohoshinki 3rd Live Tour 2008 : T
- 2009 : Tohoshinki 4th Live Tour 2009 : The Secret Code
- 2012 : Tohoshinki Live Tour 2012 : TONE